# Jako (marca)
Jako AG es una empresa multinacional alemana fundada en 1989 por Rudi Sprügel y sus sedes centrales se en Mulfingen, Baden-Württemberg. La empresa Jako se fundó en Stachenhausen. Diseña ropa deportiva para los equipos de fútbol, balonmano, hockey sobre hielo y baloncesto entre otros.
Jako comenzó a patrocinar a equipos desde 1989, comenzaron a vestir a equipos deportivos situados entre los ríos Jagst y Kocher. A día de hoy la empresa deportiva es representada en más de 40 países por todo el mundo.

## Historia

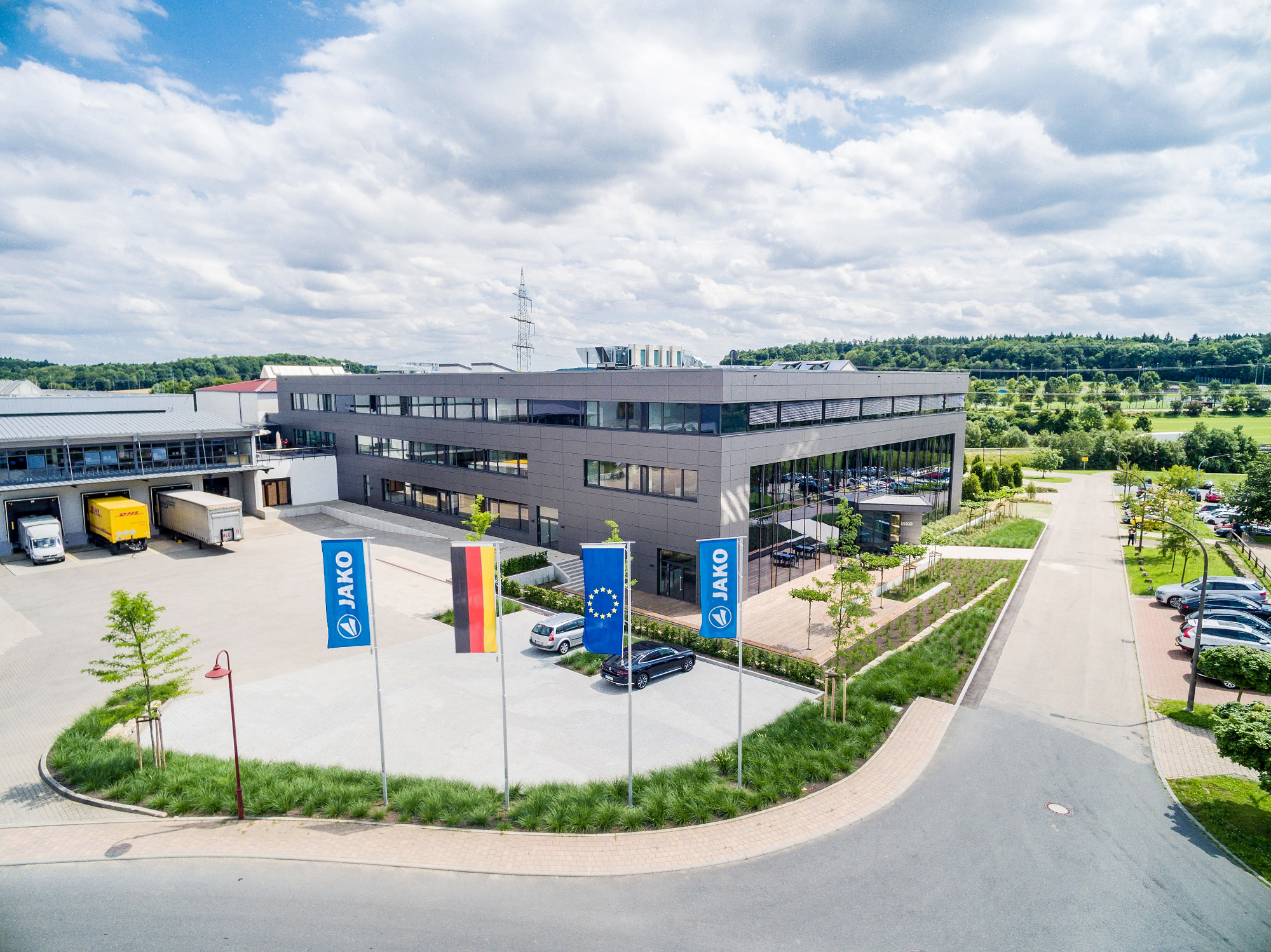
Sedes centrales de JAKO AG en la ciudad alemana de Hollenbach

La empresa Jako fue fundada el 1 de noviembre de 1989 en un garaje de Stachenhausen por Rudi Sprügel. El objetivo de la compañía era equipar a todos los clubes de fútbol situados entre los ríos Jagst y Kocher. Esa idea le llegó a Sprügel, que había trabajado en una tienda de deportes, y había notado la falta de servicio y los largos tiempos de entrega de las marcas más grandes.
Al principio de su negocio, Jako tuvo un desempeño significativamente mejor de lo que spr-gel había esperado. En el primer año, su empresa superó la facturación prevista en un 300%. Siguieron más años de fuerte crecimiento, y en 1994 la compañía ya generó decenas de millones de euros. Justo a tiempo para su décimo cumpleaños, la compañía fue capaz de anunciar su primer gran éxito en el patrocinio: SC Freiburg comenzó a usar camisetas Jako – el primer club en la liga de fútbol más alta de Alemania. En 2014, Jako fue socio de más de 100.000 clubes amateurs y profesionales en diversos deportes. Desde 2008, un logotipo azul con dos barras representa la marca, sus elementos que simbolizan los ríos Jagst y Kocher.
En abril de 2016, se estaba construcción un nuevo centro de logística y administración. Con el Bayer Leverkusen, un equipo superior de la 1.Bundesliga y participante regular en competiciones internacionales, vistió ropa de Jako por primera vez a partir del verano de 2016. El periódico Handelsblatt encabezó: "JAKO – de la clase media a la Liga de Campeones". A partir de la temporada 2019/20, la compañía también equipará al VfB Stuttgart.

## Filosofía
Jako se ve a sí misma como un especialista en equipos deportivos de equipo, por lo que la compañía eligió "We are team" como una reclamación de marca en 2015. Jako ahora lleva más de 300 artículos y más de 30.000 posibles variantes de ropa deportiva.
El compromiso social juega un papel importante en Jako. La compañía es miembro de la iniciativa "Feria Social" de la Asociación de Importadores de Productos Terminados, comprometiéndose así a un conjunto de normas relativas al comercio justo y las condiciones de producción justa. Jako también ha elaborado un código de conducta para los proveedores, que es monitoreado por visitas regulares a las instalaciones de producción. La compañía se ha fijado el objetivo de obtener sólo electricidad de fuentes de energía renovables.

## Negocios
La empresa fabrica ropa deportiva. Más recientemente, Jako ha ampliado su gama de productos con la colección de ocio Jako-Premium.

### Productos
La gama de productos de Jako se centra en el fútbol. La compañía vende colecciones divididas en líneas de equipo, que consisten en chándal, chaquetas con capucha, camisetas y otra ropa de entrenamiento funcional. Artículos duros como las pelotas pegadas, cosidas a mano y a máquina, los guantes de portero y las espinilleras también forman parte de la gama, entre otros que Jako fabrica los balones de juego oficiales de la National League (División). En la colección Indoor, Jako combina equipos deportivos en equipo los deportes de mano, volley y baloncesto. Una colección de running completa el equipo para entrenamiento y competición. El elemento de diseño Jako-Dots ha sido característico de los productos Jako desde 2014, y los puntos en combinación con el logotipo de la marca están destinados a garantizar el valor de reconocimiento. La parte más pequeña de la gama de productos se compone de ropa deportiva de ocio. Bajo el nombre de colección Basic, Jako produce camisetas, polos y chaquetas para un uso diario fuera de los campos deportivos.

### Sus Secciones
- Fútbol
- Running
- Balonmano
- Voleibol
- Baloncesto
- Básicos

## Premios
El fabricante de artículos deportivos fue premiado por varios logros.
En 2014, Jako recibió el "Premio campeón oculto" en plata, otorgado por n-tv. El jurado declaró: "Jako (...) un crecimiento continuo y saludable. Pero no sólo la gestión de la marca convence, sino que también el compromiso social es parte de la filosofía de la empresa". “
En el mismo año, los minoristas deportivos alemanes eligieron a la empresa para el primer lugar en el "espejo de rendimiento" de la revista comercial "markt intern". Los minoristas deportivos otorgaron las calificaciones en varias categorías, como diseño, soporte y capacidad de entrega.

### Cobertura mediática
En el otoño de 2009, Jako fue noticia en todo el país. Jako había advertido a un bloguero que descareló un nuevo logotipo. Posteriormente, Jako exigió el pago de una sanción contractual después de que el texto en disputa fuera reproducido por un periodista. Después de la crítica pública principalmente en los medios de comunicación en línea y la blogosfera, Jako renunció a las demandas financieras contra el bloguero. Durante una visita del bloguero a Hollenbach, la compañía y el bloguero dieron por finalizado el caso. La weblog "Netzpolitik.org" escribió en una revisión a finales de 2009: "Rudi Spr-gel lamentó que la "controversia se haya sacudido innecesariamente". Fue desafortunado no responder inmediatamente a las peticiones de blogueros y periodistas: "Después de todo, no tenemos nada que ocultar"" 

### Contaminantes
El 6 de noviembre de 2009, Stiftung Warentest examinó las camisetas de los equipos de fútbol, incluyendo las camisetas del Eintracht Frankfurt de la 1. Bundesliga, que estaba equipado por Jako. El Stiftung Warentest se había opuesto a los plastificantes en la impresión de patrocinador espumoso en las camisetas rojas y negras de la temporada 2009/2010, que están permitidos para los textiles pero prohibidos en la Unión Europea para los partidos. Debido a este alto nivel de contaminación, las camisetas eran "deficientes"  y por lo tanto fueron retirados de la venta por Eintracht Frankfurt. Dado que sólo las equipaciones de los niños fueron evaluados en la prueba, los probadores señalaron que sentían que el uso de ftalatos (suavizantes) también debía prevenirse en ellos. El maillot era completamente inofensivo y recibió el grado "muy bueno (0.5-1.5)" en todas las demás pruebas relevantes para el contaminante.